# Рой Гейгер
Ро́й Сте́нлі Гей́гер (англ. Roy Stanley Geiger, 25 січня 1885 Мідлберг, Флорида —  23 січня 1947 Бетесда, Меріленд) — американський військовий діяч, генерал Корпусу морської піхоти США, учасник двох світових воєн.

## Життєпис
Рой Гейгер народився у 1885 році в Мідлберзі, штат Флорида у родині Маріон Френсіса Гейгера (1848—1894) та Жозефіни Преватт Гейгер (1854—1927). Після закінченні Стетсонського університету отримав ступінь у галузі права. Рой Гейгер одружився з Юніс Реншоу Томпсон 12 липня 1917 р, у них були дві дочки та син.

## Військова кар'єра
Рой Гейгер 2 листопада 1907 року став рядовим морської піхоти, через рік — 2 червня 1908 року капралом, 5 лютого 1909 отримав звання 2-го лейтенанта. Після додаткової підготовки в школі офіцерів морської піхоти служив в загонах морської піхоти на броненосці «Вісконсін» і лінкорі «Делавер».
У серпні 1912 Гейгер був відправлений у Нікарагуа, де взяв участь в бойових операціях, в 1913—1916 роках у складі контингентів американської морської піхоти служив на Філіппінах і у Китаї.

### Перша світова війна
Гейгер у березні 1916 вступив на курси морських авіаторів, які закінчив у червні 1917 року. У липні 1918 року був відправлений у Францію, де служив у Дюнкерку, в Північній бомбардувальній групі, бомбив бази німецьких підводних човнів. У січні 1919 року повернувся У США. Роя Гейгера за доблесть на фронтах Першої світової війни було нагороджено Військово-морським хрестом США.
З грудня 1919 по січень 1921 року Гейгер був командиром авіаескадрильї, приписаної до розміщеної на Гаїті «1-й тимчасової бригади морської піхоти». Після повернення в США пройшов навчання У Академії вищого командного складу, яку закінчив у червні 1925 року, після чого був знову відправлений на Гаїті. У серпні 1927 повернувся в США, і продовжив підвищувати кваліфікацію і просуватися по службовій драбині.

### Друга світова війна
З червня 1939 року по травень 1941 року Гейгер пройшов навчання у Військово-морської академії США, після чого деякий час пропрацював в службі військово-морського аташе у Великій Британії. У квітні 1941 року він попрямував у Гібралтар, а потім як американський військовий спостерігач при британській 8-ї армії споглядав за бойовими діями у Північній Африці.

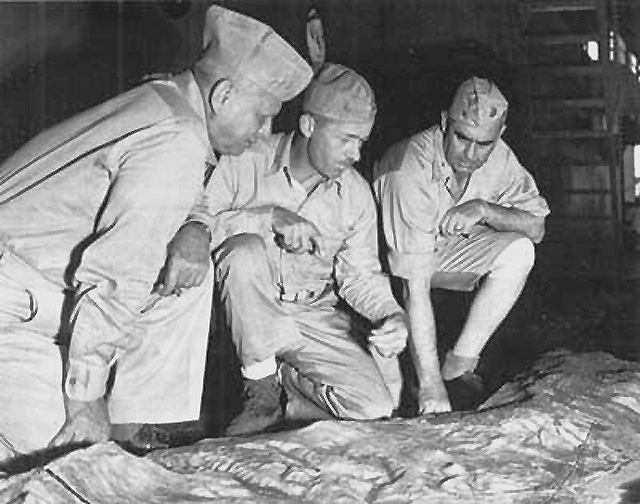
Рой Гейгер (ліворуч), на шляху в Гуам, на борту командного судна «USS Аппалачі».

У серпні 1941 року Рой Гейгер став командувачем 1-го авіакрила морської піхоти, і в цій якості зустрів вступ США у Другу світову війну. 3 вересня 1942 він прибув на острів Гуадалканал, і до 4 листопада 1942 року командував усіма повітряними силами, що знаходились на острові, під час битви за Гуадалканал.
У травні 1943 року Рой Гейгер став командувачем авіацією в штабі Корпусу морської піхоти. У листопаді 1943 року він знову повернувся до командування військами, будучи поставленим на чолі I-го Морського експедиційного корпусу, і в цій якості брав участь з 9 листопада по 15 грудня 1943 року в Бугенвільській кампанії. У квітні 1944 року його корпус було перейменовано у III Морський експедиційний корпус. До початку 1945 до складу корпусу входили 1-ша (ген. П. дель Балі), 2-га (ген. Т. Вотсон) та 6-та (ген. Л. Шеферд) дивізії морської піхоти. У липні-серпні корпус взяв участь у висадці на Гуамі, у вересні-жовтні захопив південну частину островів Палау. Як складова частина 10-ї армії влітку 1945 року «III Морський експедиційний корпус» взяв участь у битві за Окінаву. Після смерті генерал-лейтенанта Саймона Бакнера, Гейгер 19 червня 1945 року очолив 10-ту армію на завершальних етапах битви за Окінаву, ставши таким чином єдиним офіцером Корпусу морської піхоти США, який командував сухопутною польовою армією.
У липні 1945 року Гейгер було дано звання генерал-лейтенанта і він був поставлений на чолі Десантних сил Тихоокеанського флоту США. З 2 вересня 1945 він став єдиним представником Корпусу морської піхоти, присутнім на церемонії капітуляції Японії на борту лінкора «Міссурі». У листопаді 1946 року генерал-лейтенант Гейгер був переведений в штаб Корпусу морської піхоти.

### Смерть та вшанування пам'яті
23 січня 1947 року Рой Гейгер помер від раку легенів у Національному військовому медичному центрі міста Бетесда, Меріленд, та був похований на Арлінгтонському національному цвинтарі. Рою Гейгеру було посмертно дано звання повного генералу.
В честь Роя Гейгера названо базу морської піхоти Кемп-Гейгер у Північній Кароліні.